# Stenocactus lamellosus
Stenocactus lamellosus là một loài thực vật có hoa trong họ Cactaceae. Loài này được (A. Dietr.) A.W. Hill miêu tả khoa học đầu tiên năm 1933.

## Hình ảnh

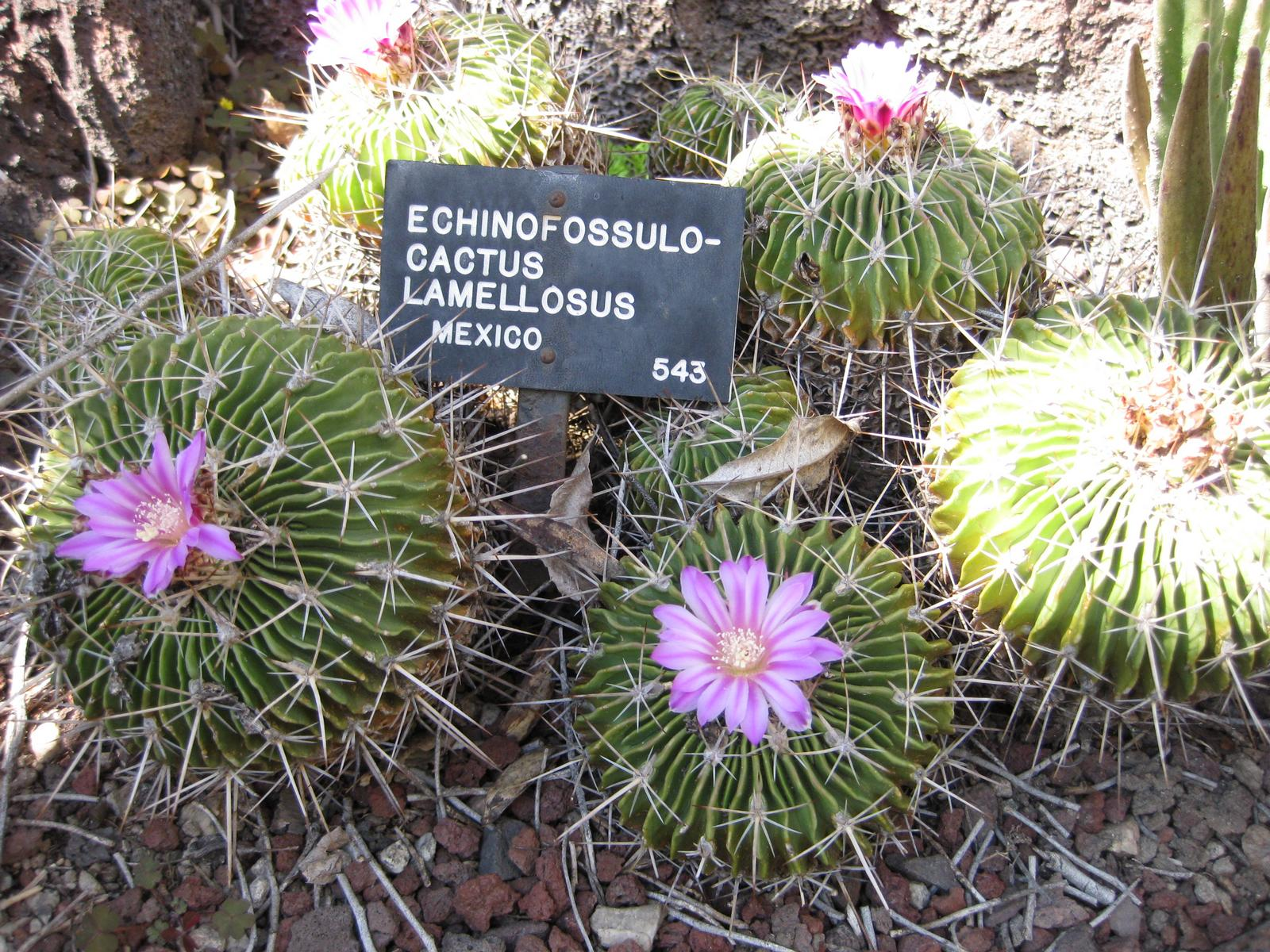